# 降胆甾烷
降胆甾烷（英語：Norcholestane，或称为去甲胆甾烷）是指胆甾烷减少一个甲基或亚甲基的化合物，化学式为C
26H
46，包括：
- 19-降胆甾烷 CAS：79897-74-8
- 21-降胆甾烷 CAS：188740-35-4
- 24-降胆甾烷 CAS：38676-20-9
- 27-降胆甾烷 CAS：134521-86-1

|  | 这个同类索引页列出了具有相同或相似标题的化学条目。 除非您是有意链接至本页，否则应将相应条目的内部链接指向正确的条目。 |